# Bryum marratii
Bryum marratii là một loài Rêu trong họ Bryaceae. Loài này được Wilson mô tả khoa học đầu tiên năm 1855.